# Ransbergs landskommun
Ransbergs landskommun var en tidigare kommun i Skaraborgs län.

## Administrativ historik
Kommunen inrättades i Ransbergs socken i Vadsbo härad i Västergötland när 1862 års kommunalförordningar trädde i kraft den 1 januari 1863.
Vid kommunreformen 1952 uppgick området i Mölltorps landskommun som upplöstes 1971 då denna del uppgick i Tibro kommun. 

## Politik

### Mandatfördelning i Ransbergs landskommun 1938-1946
|  | 8 | 11 | 3 | 2 |

| 25 |

| 7 | 13 |

| 20 |

| 1 | 6 | 13 |

| 20 |